# Philodendron devianum
Philodendron devianum är en kallaväxtart som beskrevs av Thomas Bernard Croat. Philodendron devianum ingår i släktet Philodendron och familjen kallaväxter. Inga underarter finns listade.